# Linus
Linus ist ein männlicher Vorname und Familienname.

## Herkunft und Bedeutung
Linus, von altgriechisch Λίνος Línos, bedeutet „Lied“, bzw. „Volkslied“.
Der Name geht auf Linos, der in der griechischen Mythologie ein Sohn des Apollon ist, zurück.

## Verbreitung
Linus war in Deutschland lange kein sehr verbreiteter Name. Erst ab 1990 wurde der Name populär und etablierte sich nach der Jahrtausendwende unter den 50 beliebtesten Jungennamen. Im Jahr 2021 belegte er Rang 38 in den Hitlisten.
In Österreich wurde der Name von 1984 bis Ende der 1990er Jahre nicht häufig vergeben. Danach stieg seine Beliebtheit stetig an. Seit 2021 befindet er sich durchgehend in den Top-100. Von 1984 bis 2023 wurde der Name rund 1.600 Mal vergeben. Der Name ist in der Schweiz seit 1930 jedes Jahr in der Namensgebung anzutreffen. Bis zu den 1990er Jahren war er mäßig populär, danach ist seine Popularität gestiegen. Seit 2003 befindet sich der Name fast durchgehend in den Top-100. In den letzten 10 Jahren wurden circa 930 Jungen so genannt. Die beste Platzierung erzielte der Name im Jahr 2010 mit Rang 48.
Auch in Norwegen ist der Name populär, er liegt seit 2005 fast durchgehend in den Top-100. In Dänemark befand sich der Name kurz nach der Jahrtausendwende in einem Aufwärtstrend, der bis Ende der 2000er Jahre anhielt. Seitdem lässt seine Popularität wieder nach. In Schweden zählte Linus um die Jahrtausendwende zu den beliebtesten Jungennamen. Seit Mitte der 2000er Jahre wird er jedoch immer seltener vergeben und verließ im Jahr 2016 die Liste der 100 beliebtesten Jungennamen in Schweden.
Der Name wird in Belgien seit den frühen 2000er Jahren jährlich bei der Namenswahl berücksichtigt, er ist aber nur mäßig beliebt. In den Niederlanden kommt der Name seit 1930 fast alljährlich in den Hitlisten vor, er wird jedoch nur in einem geringen Volumen vergeben. Der Name kam in den USA von 1880 bis zu den 1940er Jahren hin und wieder in den Top-1000 vor. In England und Wales belegte der Name im Jahr 1998 Rang 1000. In Schottland und Nordirland wird der Name nur selten gewählt. Die Vergabe ist auch in Liechtenstein, Frankreich und Polen nachgewiesen.

## Varianten
- Griechisch: Λίνος Línos
- Italienisch: Lino
- Litauisch: Linas
- Portugiesisch: Lino
- Spanisch: Lino

## Namenstag
Der Namenstag von Linus wird in Gedenken an Papst Linus am 23. September gefeiert.

## Bekannte Namensträger

### Antike
- Linos, Sohn des Apollon
- Linus († verm. 79), zweiter Bischof von Rom

### Vorname
- Linus Bopp (1887–1971), deutscher Theologe und Heilpädagoge
- Linus Fagemo (* 1977), schwedischer Eishockeyspieler
- Linus Förster (* 1965), deutscher Politiker
- Linus Gechter (* 2004), deutscher Fußballspieler
- Linus Gerdemann (* 1982), deutscher Radsportler
- Linus Hallenius (* 1989), schwedischer Fußballspieler
- Linus Konrad Hauser (* 1950), deutscher Theologieprofessor und Autor
- Linus Kather (1893–1983), deutscher Politiker
- Linus Kefer (1909–2001), österreichischer Pädagoge und Schriftsteller
- Linus Lichtschlag (* 1988), deutscher Ruderer
- Linus Löliger (* 1995), Schweizer Pokerspieler
- Linus Mathes (* 1996), deutscher Handballtorwart
- Linus Memmel (1914–2004), deutscher Jurist und Politiker
- Linus Neumann (* 1983), deutscher Hacker und Netzaktivist
- Linus Omark (* 1987), schwedischer Eishockeyspieler
- Linus Carl Pauling (1901–1994), US-amerikanischer Chemiker und zweimaliger Nobelpreisträger
- Linus Reichlin (* 1957), Schweizer Schriftsteller
- Linus Roache (* 1964), britischer Film- und Theaterschauspieler
- Linus Roth (* 1977), deutscher Geiger
- Linus Sandgren (* 1972), schwedischer Kameramann
- Linus Gabriel Sebastian (* 1986), kanadischer YouTuber
- Linus Straßer (* 1992), deutscher Skirennläufer
- Linus Tornblad (* 1993), schwedischer Fußballspieler
- Linus Torvalds (* 1969), finnisch-US-amerikanischer Programmierer, Initiator des Kernels Linux
- Linus Videll (* 1985), schwedischer Eishockeyspieler
- Linus Volkmann (* 1973), deutscher Autor und Musikjournalist
- Linus Wahlgren (* 1976), schwedischer Schauspieler
- Linus Yale (1821–1868), US-amerikanischer Erfinder

### Kunstfigur
- Linus van Pelt, eine Figur in den Comics Die Peanuts